# 杉山隆志
杉山 隆志（すぎやま たかし
、1966年10月17日 - ）は日本のコンサルタント、実業家。株式会社cotode代表取締役社長。みやき町地域おこし協力隊員。Gigi株式会社取締役。SIIIS設立後、フェイスブックで地域の特産品を売る「FB良品」の立ち上げ・運営をサポート・担当した。
特定非営利活動法人AIP理事。フライトシステムコンサルティングコンサルティング事業部長、天神・大名WiFi協議会事務局長、日本ツイッター学会および日本フェイスブック学会理事、ふるさとスマホ株式会社取締役を務めた。2011年にフライトシステムコンサルティング取締役執行役員サービス事業部長を辞任、同年SIIISを設立し同社代表取締役社長、2012年から佐賀県武雄市市政アドバイザーなどを務めた。神奈川県川崎市出身。神奈川県立多摩高等学校出身。

## 経歴
- 1985年（昭和60年）- 3月、神奈川県立多摩高等学校を卒業[要出典][16]。
- 1989年（平成元年）- 電気通信大学を卒業[2]。
- 1991年（平成3年）- 電気通信大学大学院を修了[2]、アクセンチュアに入社[2]。
- 2001年（平成13年）- アビームコンサルティング勤務[2]。
- 2006年（平成18年）- フライトシステムコンサルティングに勤務[2]。
- 2009年（平成21年）- 6月、The Art Institute of Pittsburgh（AIP）事業担当理事(COO)に就任[要出典][16]。
- 2014年（平成26年）- 7月1日、株式会社cotode代表取締役社長に就任[17]。
- 2015年（平成27年）- 7月28日、ふるさとスマホ株式会社取締役に就任[12]。